# Pretuzi

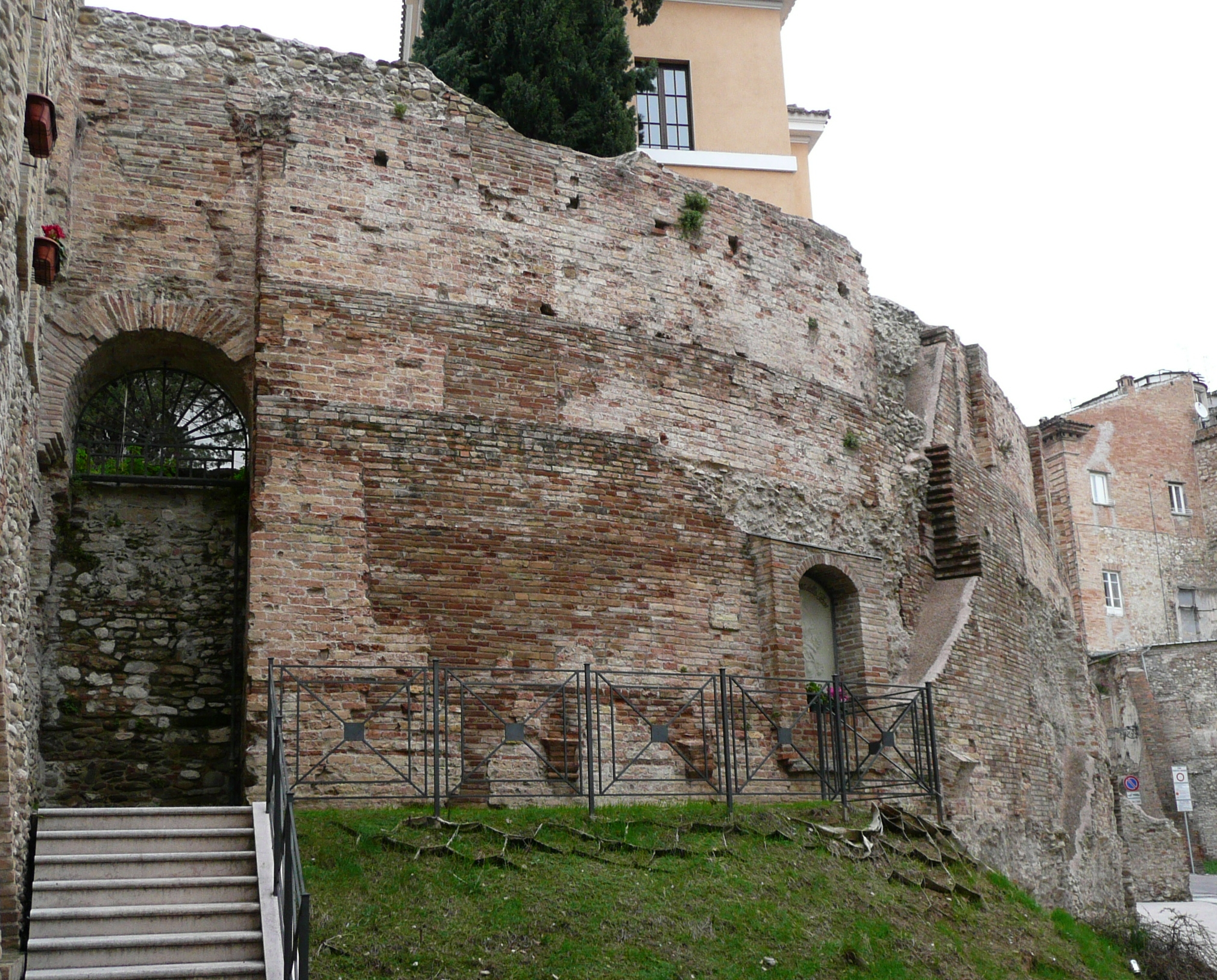
Anfiteatro romano di Teramo

I Pretuzi erano un antico popolo italico insediato dal I millennio a.C. fino alla conquista romana del III sec. a.C. sul versante medio-adriatico della penisola italiana, nel territorio compreso tra i fiumi Tronto e Vomano, a ovest confinante con il territorio dei Sabini, a sud con i Vestini, e a nord dai Piceni, popoli con i quali i Pretuzi erano accomunati da una stessa origine proto-sabellica, da relazioni commerciali e da alleanze di tipo militare e politico.

## Etnonimo
Non sappiamo quale sia l'origine del nome Praetutii, se questo appartenesse al popolo o fosse derivato dal nome della città Praetut, posta al centro del loro territorio e che poi prese il nome latino di Interamnia Pretutiorum (l'odierna Teramo). Nessuno tra gli studiosi moderni e contemporanei, né le fonti classiche hanno chiarito l'origine del nome dei Praetutii. 

## Storia

### Origini
Il popolo dei Pretuzi, come tutti i popoli italici del centro, era prevalentemente un popolo dedito alla pastorizia e alla transumanza. Alcuni gruppi stanziali praticavano l'agricoltura, soprattutto nelle colline. Una delle caratteristiche principali del popolo dei Praetuttii era di essere considerato molto simile a quello dei Piceni e di essere contestualmente vicino al popolo dei Sabini (che dall'area di Amiternum, superando il passo delle Capannelle alle pendici settentrionali del Mons Fiscellus, la catena del Gran Sasso, giungevano nella valle del fiume Vomano) da cui sia i Praetuttii che i Piceni in parte derivavano.
Le origini del popolo dei Pretuzi si perdono nella preistoria italiana, confusi nei nomadi e pastori quali i proto-Umbri (gli Italici delle origini), giunti nel Centro Italia attorno all'XI sec. a.C., portatori della conoscenza della lavorazione del ferro. I contatti e le relazioni con la koiné picena furono probabilmente le più sentite dai Pretuzi, se una lingua definita sudpicena si fa risalire, dopo la scoperta delle stele di Penna Sant'Andrea e di Monte Giove, al V sec. a.C. nel territorio dei Pretuzi.

### Le città dei Pretuzi prima della conquista romana

#### Praetut
La capitale dei Pretuzi era Praetut (l'attuale Teramo), le cui origini sono incerte. Il nome con cui i Romani chiamavano la città non era Praetut, ma Interamnia Praetutiorum. Praetut nacque come emporio posto fra tre vie: quella che giungeva dal mare Adriatico e quella che proveniva da Ascoli (che la congiungeva ai Piceni), passando per Campovalano, e in ultimo quella che proveniva dalle Capannelle (un passo dell'alta Val Vomano) che collegava alla Sabina. La tradizione la vuole fondata alla confluenza di torrenti Albula (oggi Vezzola) e Batinus (oggi Tordino).

#### Altre città
Nel territorio dei Pretuzi erano situate due antichissime città, che godevano del prestigio di vetustà e del privilegio di una propria giurisdizione (vivere all'interno di città fortificate costituite da mura e abitazioni in pietra e mattoni non era usuale in un'epoca in cui si preferivano palafitte e strutture in legno o addirittura tende, facili da smontare e rimontare durante la transumanza stagionale). Queste due città erano Truentum, un emporio commerciale fondato dagli Illiri, situato nel territorio compreso tra l'attuale comune di Colonnella e quello di Martinsicuro, e l'antica Hat, poi Hatria, l'attuale Atri, il cui mito narra fosse stata fondata dai Siculi (popolo antichissimo affine e coevo dei Pelasgi, che prima di giungere in Sicilia, attraversando la penisola, fu scacciato dagli Umbri attorno al X sec. a.C.).
Altro centro importante dei Pretuzi fu Beregra, che alcuni studiosi identificano con l'attuale Montorio al Vomano, altri con l'attuale Bisenti e altri ancora con Civitella del Tronto.

### Conquista romana
Nel 289 a.C. Pretut venne conquistata dai Romani che ne mutarono il nome in Interamnia Praetutiorum ("città dei Pretuzi fondata tra i fiumi"). Più tardi il suo nome sarebbe stato semplificato in Praetutium (per distinguerla da altre località che avevano nome Interamnia). Di lì a pochi anni i Pretuzi ottennero la civitas optimo iure e vennero ascritti, nel 241 a.C., alla Tribù Velina.

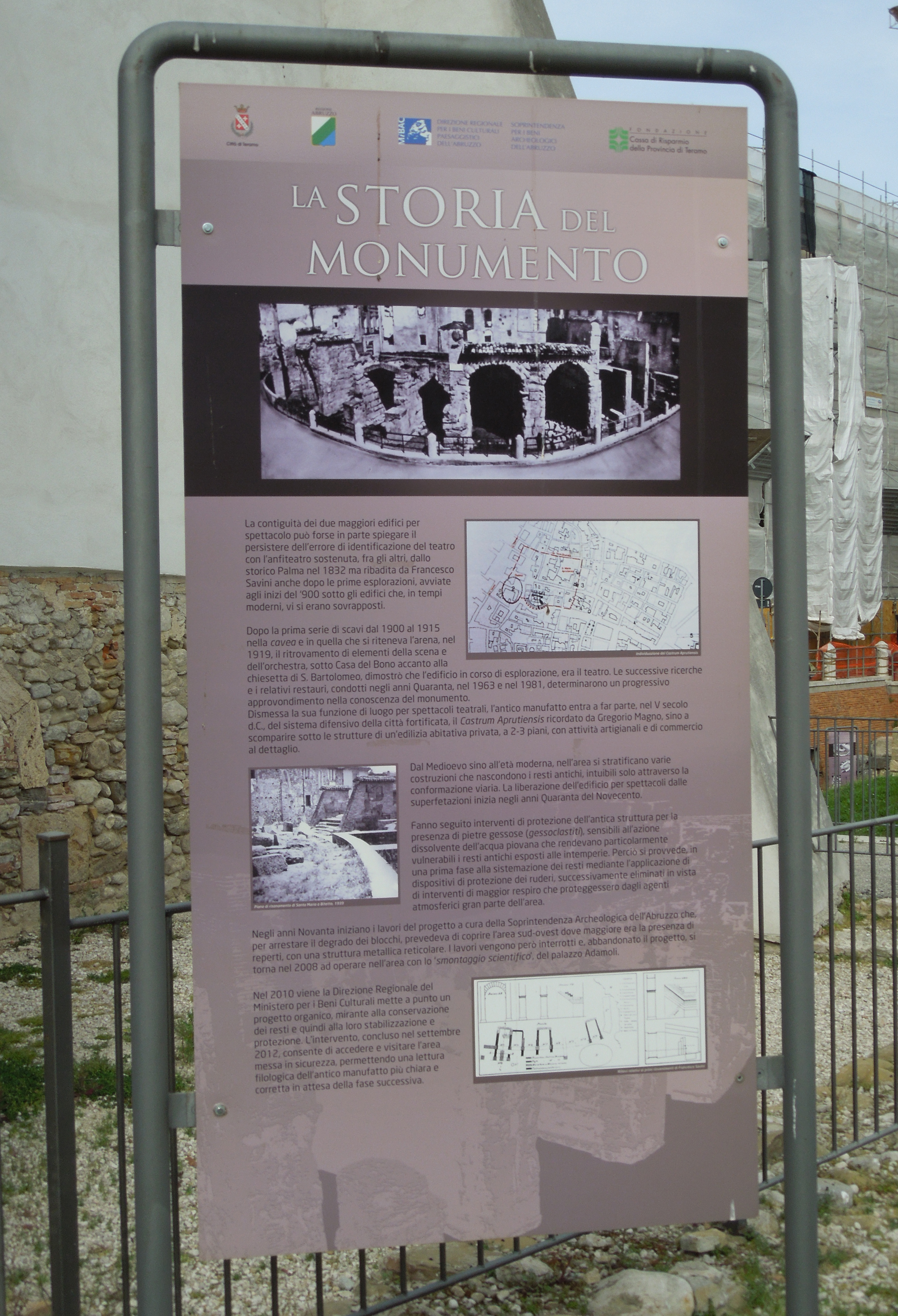
Pannello informativo del teatro romano di Teramo

Sia Truentum che Hatria (divenuta colonia latina dopo la conquista romana del Pretuzio e del Piceno) erano nel territorio abitato dai Pretuzi, ma essendo molto antiche godevano di una loro propria giurisdizione e autonomia politica, se i Romani dell'età augustea ancora chiamavano "Ager Hatrianensis" il territorio a sud del Vomano, che giungeva fino al Matrinus flumen (probabilmente l'attuale Piomba) e ricordavano la leggendaria città di Truentum, già scomparsa nell'età imperiale.

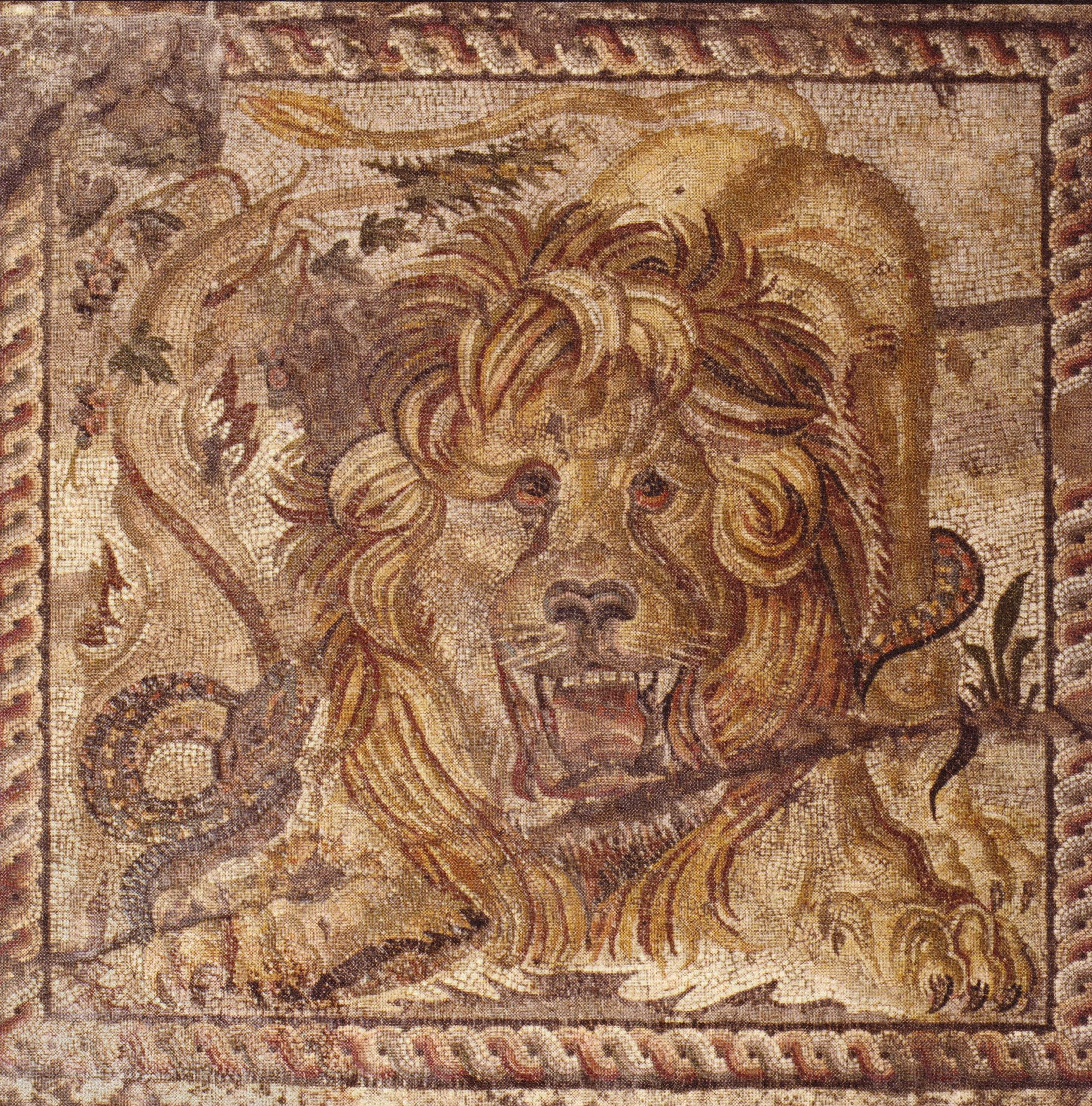
Mosaico del Leone a Teramo, presso la domus romana di Palazzo Savini

Riferimenti ai Pretuzi dopo la conquista romana si trovano in riferimento ai loro prodotti agroalimentari: si narra che Annibale, una volta superato il Trasimeno e giunto sull'Adriatico, curasse i cavalli dalla scabbia con il vino del Praetuzio (Plinio il Giovane, Historiae Naturalis); rinomate erano poi le poma picenae (Strabone), che si producevano sulle colline più alte e sulle montagne tra l'attuale territorio teramano e ascolano; anche il grano del pretuziano era molto noto nell'antichità e fino al milleottocento rappresentava ancora la principale produzione agricola della Provincia di Teramo (chiamata Abruzzo Ultra durante il Regno delle due Sicilie). 

### Epoca medievale
Nel Medioevo la città dei Pretuzi che aveva avuto il nome di Praetut e poi quello romano di Interamnia Praetutiorum fu conosciuta come Aprutium, nome che indicava sia l'antica città che il suo territorio, che dal Tronto terminava al fiume Pescara, per il cui termine aprutino era sinonimo di teramano; solo più tardi il nome Aprutium si estese a indicare l'intera regione a sud del fiume Tronto cioè l'Abruzzo, mentre l'antica città alla fine del duecento prese il nome di Teramo, derivato dal suo nome latino.

## Religione
Alcune divinità venerate dai Pretuzi erano proprie degli Italici, altre furono importate dall'antica Grecia nel periodo ellenizzante (VII-V sec. a.C.) e dal mondo etrusco.
Spazio importante era dato a Ercole, che, rappresentato con la clava in mano, è stato spesso oggetto di ritrovamenti votivi negli scavi archeologici, eseguiti sul territorio degli antichi Pretuzi, dei Vestini e dei Piceni.
Anche Mamerte, dio della guerra e delle armi, aveva un posto rilevante tra i popoli italici che erano dediti alla battaglia e la cui panoplia era nota in tutto il Mediterraneo per aver avuto il ruolo di mercenari. 

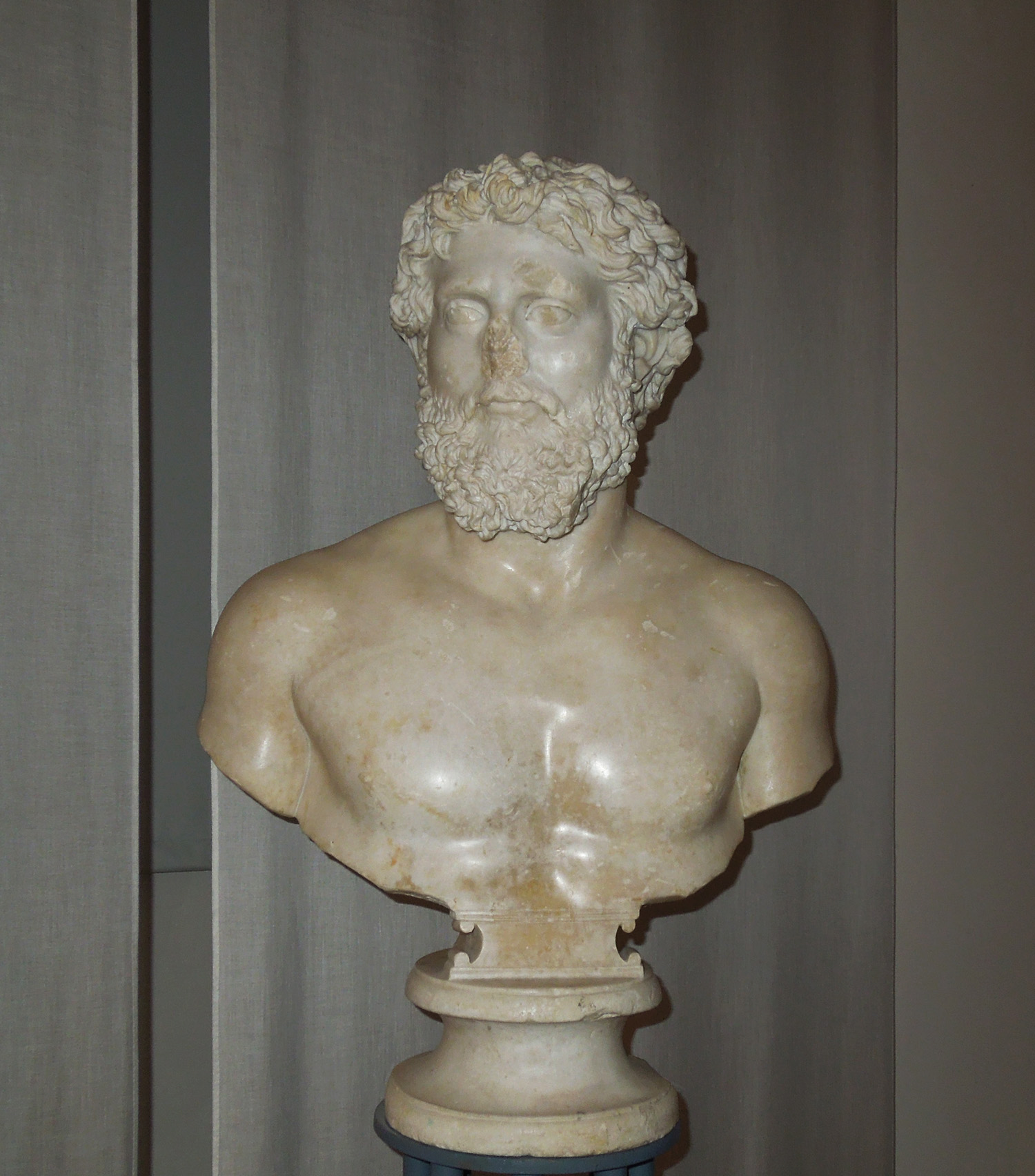
Busto di Settimio Severo presso il Museo archeologico Savini, Teramo

## Resti archeologici
A Teramo alcune costruzioni romane furono trasformate in chiese. La Torre Bruciata divenne il campanile della Cattedrale di Santa Sant'Anna Aprutiensis (distrutta), mentre su un tempio nacque la Cattedrale di San Berardo e di Santa Maria Assunta. L'anfiteatro romano inglobò delle case e sul Palazzo Delfico si ritrovò un mosaico di una domus romana. Alcuni siti furono completamente abbandonati nel periodo romano e medievale. È il caso di Truentum, quello di Beregra, di Vidicini, altro centro che sorgeva tra il Pretuzio e il Piceno. Alcuni templi si trasformarono in luoghi di culto cristiano, altri furono completamente abbandonati e derubati delle loro pietre e preziosi, come accaduto al tempio di Monte Giove. A Civitella del Tronto sopra un santuario romano venne costruita L'abbazia di Santa Maria dei Lumi, assieme all'abbazia di Santa Maria in Montesanto. Restano tracce di fontane romane, mentre a Montorio al Vomano in epoca medievale fu spogliato il santuario di Ercole per la costruzione del Convento dei Padri Zoccolanti.
Nel centro storico di Atri l'impianto antico fu già stravolto dai Romani, che costruirono diverse cisterne, sfruttando l'antico sistema di gallerie sotterranee per adibire tutti i collegamenti con un sistema idraulico efficiente per la realizzazione delle Terme, localizzate nell'area sottostante la Cattedrale. Il teatro romano di Atri, rinvenuto nei primi anni ottanta, è stato derubato, probabilmente nel periodo medievale, dei suoi marmi e delle sue statue, che in parte sono conservate nel museo del chiostro della cattedrale. L'impianto di un tempio italico con mura megalitiche si trova all'interno dello spazio delle terme romane su cui fu poi costruita una chiesa in stile bizantino che è ancora visibile all'interno del museo della cattedrale e le cui fondazioni sono presenti nella'rea sottostante la stessa. Un porto romano, che è citato quale porto di Hatria Picena (quindi prima del periodo romano) è ancora visibile nelle acque antistanti la Torre di Cerrano nel comune di Pineto e del quale un altro braccio affiora a circa duecento metri dalla spiaggia a sud di Cerrano nel comune di Silvi.
Le scoperte archeologiche più significative sul popolo dei Praetuttii si sono verificate negli anni settanta e ottanta in tre aree dove furono ritrovati numerosi vasi e suppellettili del periodo preromano. 
Gli scavi furono condotti sotto la tutela della Soprintendenza Archeologica dell'Abruzzo e furono eseguiti a Campovalano (Comune di Campli), a Penna Sant'Andrea e a Monte Giove (Comune di Cermignano). Se gli ultimi due di questi scavi furono effettuati su un'area collinare interna a circa quindici chilometri, in linea d'aria, dall'antica Hatria e a circa ventiquattro chilometri dal mare Adriatico, il sito di Campovalano, situato sempre a circa 24 chilometri dal mare, era in una conca o altopiano ai piedi della montagna. Quest'ultimo sito archeologico si compone di un'area funeraria grandissima sparsa su più di venti ettari (ma in realtà molto più estesa), in cui sono state rinvenute numerose tombe che vanno dal XII secolo al II secolo a.C. senza soluzioni di continuità. Unico esempio di Necropoli pre-romana in Italia che abbia una così estesa dimensione e che sia stata utilizzata continuamente per tutti questi secoli. Si estende in un'area di circa venti ettari in cui vi sono migliaia di tombe del periodo italico che si considerano contestualmente picene e pretuziane.
I ritrovamenti di bronzetti votivi e stele a Monte Giove e a Saputelli nel Comune di Cermignano, dove si ipotizza la presenza di un noto tempio italico. Gli scavi archeologici di Penna Sant'Andrea dove furono rinvenute due cippi funerari con iscrizioni, la cui lingua fu qualificata come sud picena.

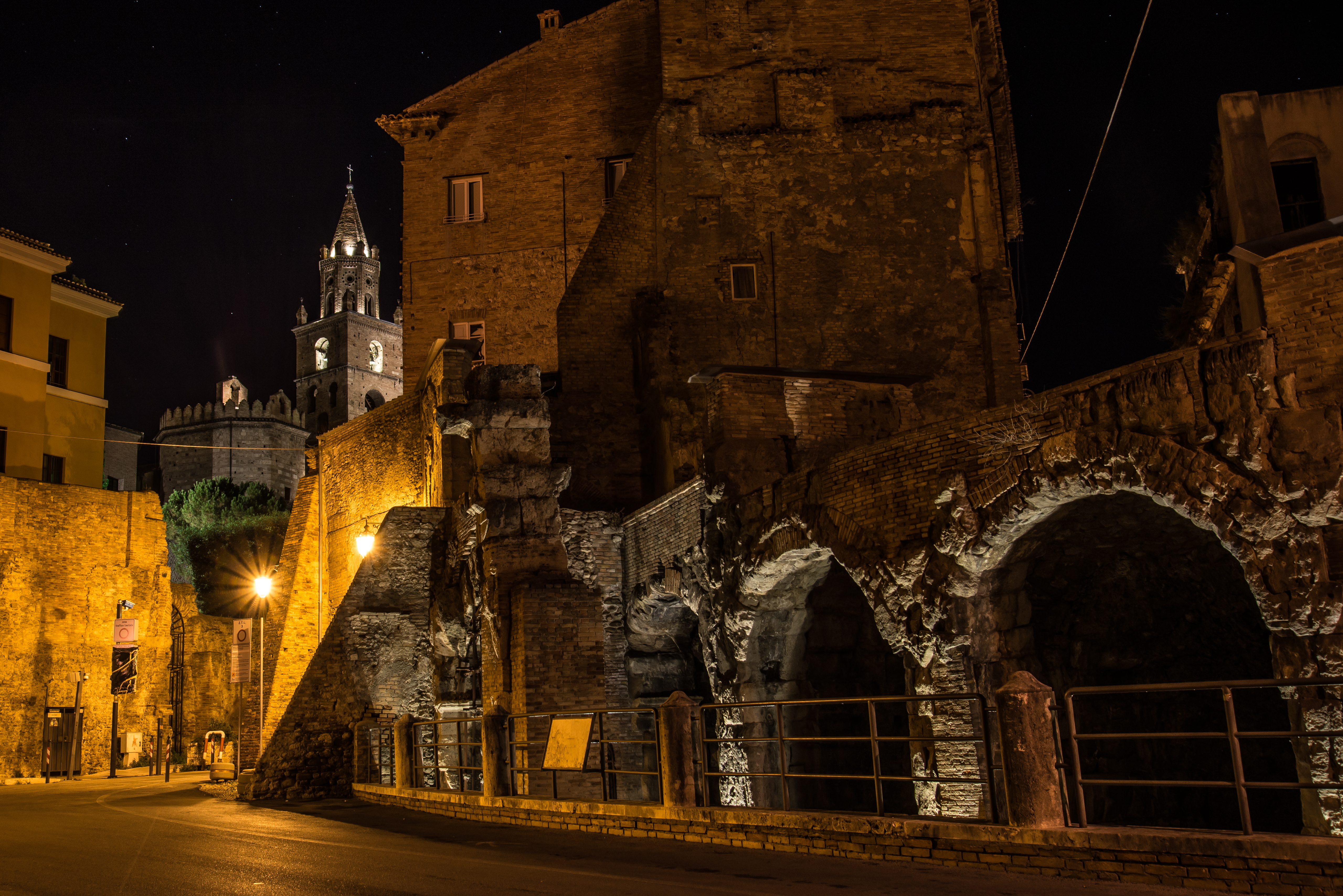
Veduta del teatro romano di Teramo, in notturna

### Monumenti archeologici nell'Agro Teramano
La città di Interamnia Praetuttiorum (ossia Teramo), mostra ancora vari tratti presso la città medievale-rinascimentale capoluogo della provincia Teramana. I monumenti archeologici di maggior interesse:
- Anfiteatro romano di Teramo, presso il Seminario diocesano Aprutino.
- Teatro romano di Teramo, presso Piazza E. Orsini, via Teatro Antico.
- Domus e Mosiaco del Leone, sotto il Palazzo Savini nel corso Cerulli.
- Domus di Largo Torre Bruciata, in Piazza Sant'Anna, collegata alla chiesetta di Sant'Anna dei Pompetti, anticamente San Getulio.
- Domus di Bacco, in via dei Mille.
- Are archeologica di Largo Madonna delle Grazie - presso il santuario di Santa Maria delle Grazie.
- Necropoli di Ponte Messato, in località Cona, via Cavalieri di Vittorio Veneto.
- Molti reperti sono conservati nel Museo civico archeologico "F. Savini" in Teramo.
- Teatro romano di Atri, nella parte nord della città, vicino alla chiesa di San Giovanni Battista, o dei Domenicani.
- Antico porto di Atri, località di approdo delle navi, corrisponde all'area dell'attuale Torre di Cerrano a Pineto.
- Tempio di Ercole presso Montorio al Vomano.